# Scarlat Rădulescu
Scarlat I. Rădulescu (n. 1893 – d. 1962) a fost un general român care a luptat în cel de-al Doilea Război Mondial.
A absolvit Școala Militară de Ofițeri în 1914. A fost înaintat la gradul de comandor aviator la 1 ianuarie 1937 și la gradul de general de escadră la 10 mai 1941.